# Ōsaka-Sayama
Ōsaka-Sayama (jap. 大阪狭山市 Ōsaka-Sayama-shi) – miasto w Japonii, na wyspie Honsiu (Honshū), w prefekturze Osaka.

## Położenie
Miasto leży w środkowej części prefektury Osaka. Graniczy z:
- Sakai
- Kawachinagano
- Tondabayashi

## Historia
Miasto otrzymało status miejski szczebla -shi (市) w dniu 1 października 1987 roku.

## Miasta partnerskie
- Stany Zjednoczone: Ontario